# Menschliches Elende
Menschliches Elende ist ein Sonett von Andreas Gryphius. Das Gedicht erschien 1637 im Gedichtbuch „Lissaer Sonette“. Der damals 21-Jährige Gryphius fasste darin in formvollendete Verse das barocke Vanitas-Motiv.

## Text
Menschliches Elende.

Was sind wir Menschen doch? ein Wohnhaus grimmer Schmertzen.

Ein Ball deß falschen Glücks / ein Irrlicht dieser Zeit.

Ein Schauplatz herber Angst / besetzt mit scharffem Leid /

Ein bald verschmeltzter Schnee und abgebrante Kertzen.

Diß Leben fleucht davon wie ein Geschwätz und Schertzen.

Die vor uns abgelegt deß schwachen Leibes Kleid

Und in das todten-Buch der grossen Sterbligkeit

Längst eingeschrieben sind / sind uns auß Sinn und Hertzen.

Gleich wie ein eitel Traum leicht auß der acht hinfällt /

Und wie ein Strom verscheust / den keine Macht auffhält:

So muß auch unser Nahm / Lob Ehr und Ruhm verschwinden /

Was itzund Athem holt / muß mit der Lufft entflihn /

Was nach uns kommen wird / wird uns ins Grab nach zihn

Was sag ich? wir vergehn wie Rauch von starken Winden.

## Form
Das Gedicht „Menschliches Elende“, aus vier Strophen bestehend, auf zwei Quartette folgen zwei Terzetten, erfüllt den klassischen Aufbau eines Sonetts. Während die Quartette aus insgesamt zwei umarmenden Reimen bestehen (a-b-b-a a-b-b-a), sind die Terzette im Schweifreim (c-c-d e-e-d) gehalten. Der Alexandriner, als vorherrschendes Versmaß der barocken Dichtung, ist auch hier gegeben. Die Kadenzen lauten in den Quartetten w-m-m-w und in den Terzetten m-m-w und passen sich so dem Reimschema an.

## Interpretation
Das Gedicht wird von zwei rhetorischen Fragen umklammert: „Was sind wir Menschen doch?“ und „Was sag ich?“, die eindringliche Wiederholung in der letzten Strophe schließt das Gedicht ab. Auf die Frage, was der Mensch nun sei, werden Bilder der Vergänglichkeit gefunden wie „verschmeltzter Schnee“ und „abgebrante Kertzen“. Durch den antithetischen Aufbau des Gedichts wird das Bild im vierten Vers noch einmal gesteigert. Die Vergänglichkeit selbst wird als Bewegung gestaltet, ähnlich einem „Ball“ oder „Irrlicht“ sei der Mensch. Doch nicht nur die Zeit, sondern auch der Raum zeigt unsere Anfälligkeit, starre Gebilde wie „Wohnhaus“ und „Schauplatz“ werden mit negativen Gefühlen konnotiert: „grimmer Schmertzen“ und „herber Angst“. Wortgewaltige Konkretisierungen und Vergleiche in den folgenden beiden Strophen machen das Ende menschlicher Existenz erfahrbar. Das im sechsten Vers genannte „Leibes Kleid“ ist die materielle Hülle, nur die Seele ist unsterblich. Im siebten Vers zeigt sich erneut die Ohnmacht des Menschen, denn selbst das „todten-Buch“, darin an die Verstorbenen wenigstens namentlich noch erinnert wird, bleibt den Nachgeborenen nicht unvergesslich. Gerade die Opfer jener „große[n] Sterblichkeit“, des Dreißigjährigen Krieges und seiner Seuchen, fallen somit einem zweiten Tod anheim. Im ersten Terzett kommen mehrere Vergleiche auf. Das Leben ist ein „eitel Traum“, womit gleichzeitig auf die Hybris und Vergänglichkeit hingewiesen wird. Der Fluss als Ewigkeitsmotiv erfährt eine Negation, nicht das Leben ist unendlich, sondern die Sterblichkeit. Auch gängige Kompensationen, um dem Tod im Geiste noch zu entkommen, sind wirkungslos. Schließlich kann sich der Mensch selbst in Konstruktionen nicht mehr flüchten. In den letzten drei Versen wird die vorangegangene Botschaft wiederholt, die Flüchtigkeit des menschlichen Daseins, das selbst für die Nachkommenschaft gilt. Beim auftauchenden Subjekt im vierzehnten Vers handelt es sich um eine bewusst eingesetzte Korrektur, die dessen eigener Negation gleichkommt.